# Dasyuris enysii
Dasyuris enysii är en fjärilsart som beskrevs av Butler 1877. Dasyuris enysii ingår i släktet Dasyuris och familjen mätare. Inga underarter finns listade i Catalogue of Life.